# Хазе, Ребекка
Ребекка Хазе (нем. Rebekka Haase; род. 2 января 1993, Чопау, Германия) — немецкая легкоатлетка, специализирующаяся в спринтерском беге. Бронзовый призёр чемпионата Европы 2016 года в эстафете 4×100 метров. Трёхкратная чемпионка Европы среди молодёжи (2015). Пятикратная чемпионка Германии. Участница летних Олимпийских игр 2016 года.

## Биография
Начала серьёзно заниматься лёгкой атлетикой в старших классах школы. Участвовала в первых юношеских Олимпийских играх в Сингапуре, где была восьмой в финале бега на 100 метров.
Отметившись участием на юниорском и молодёжном первенствах Европы, в 2014 году Ребекка вышла на новый уровень результатов в спринте и впервые пробилась во взрослую сборную страны. В рамках национального первенства она финишировала второй на дистанции 100 метров и стала чемпионкой на 200 метров. На чемпионате Европы ей удалось выйти в полуфинал в личном спринте, а в предварительном забеге эстафеты 4×100 метров Хазе не смогла передать палочку Татьяне Пинту, и немки завершили борьбу на турнире.
В начале летнего сезона 2015 года выиграла бронзовую медаль в эстафете 4×200 метров на эстафетном первенстве мира на Багамах.
Стала главной героиней чемпионата Европы среди молодёжи 2015 года. Среди спортсменок до 23 лет Ребекка выиграла три золота: в беге на 100 и 200 метров, а также в эстафете. Участвовала в чемпионате мира, где стала пятой в эстафетном финале.
На чемпионате Европы 2016 года бежала в полуфинале на дистанции 100 метров, а в эстафете стала бронзовым призёром. В этих же дисциплинах выступала на Олимпийских играх в Рио-де-Жанейро: в личном виде не смогла преодолеть стадию предварительных забегов, а вместе с командой осталась на четвёртом месте в эстафете.
Играет на флейте в духовом оркестре города Тум. Изучала психологию в Университете Хемница.

## Основные результаты
| Год  | Турнир                          | Место проведения          | Дисциплина       | Место       | Результат        |
| ---- | ------------------------------- | ------------------------- | ---------------- | ----------- | ---------------- |
| 2010 | Юношеские Олимпийские игры      | Сингапур                  | 100 м            | 8-е         | 12,08            |
| 2011 | Чемпионат Европы среди юниоров  | Таллин, Эстония           | 100 м            | 12-е (1/2)  | 12,04            |
| 2013 | Чемпионат Европы среди молодёжи | Тампере, Финляндия        | 100 м            | 14-е (1/2)  | 11,98            |
| 2014 | Командный чемпионат Европы      | Брауншвейг, Германия      | 200 м            | 6-е         | 23,64            |
| 2014 | Командный чемпионат Европы      | Брауншвейг, Германия      | эстафета 4×100 м | 6-е         | 43,78            |
| 2014 | Чемпионат Европы                | Цюрих, Швейцария          | 100 м            | 18-е (1/2)  | 11,52            |
| 2014 | Чемпионат Европы                | Цюрих, Швейцария          | эстафета 4×100 м | — (заб.)    | DNF              |
| 2015 | Чемпионат Европы в помещении    | Прага, Чехия              | 60 м             | 11-е (1/2)  | 7,25             |
| 2015 | Чемпионат мира по эстафетам     | Нассау, Багамские Острова | эстафета 4×200 м | 3-е         | 1.33,61          |
| 2015 | Командный чемпионат Европы      | Чебоксары, Россия         | 200 м            | 5-е         | 23,46            |
| 2015 | Командный чемпионат Европы      | Чебоксары, Россия         | эстафета 4×100 м | 3-е         | 43,21            |
| 2015 | Чемпионат Европы среди молодёжи | Таллин, Эстония           | 100 м            | 1-е         | 11,47            |
| 2015 | Чемпионат Европы среди молодёжи | Таллин, Эстония           | 200 м            | 1-е         | 23,16            |
| 2015 | Чемпионат Европы среди молодёжи | Таллин, Эстония           | эстафета 4×100 м | 1-е         | 43,47            |
| 2015 | Чемпионат мира                  | Пекин, Китай              | 100 м            | 23-е (заб.) | 11,29 (+2,3 м/с) |
| 2015 | Чемпионат мира                  | Пекин, Китай              | эстафета 4×100 м | 5-е         | 42,64            |
| 2016 | Чемпионат Европы                | Амстердам, Нидерланды     | 100 м            | 12-е (1/2)  | 11,46            |
| 2016 | Чемпионат Европы                | Амстердам, Нидерланды     | эстафета 4×100 м | 3-е         | 42,48            |
| 2016 | Олимпийские игры                | Рио-де-Жанейро, Бразилия  | 100 м            | 32-е (заб.) | 11,47            |
| 2016 | Олимпийские игры                | Рио-де-Жанейро, Бразилия  | эстафета 4×100 м | 4-е         | 42,10            |